# Goolawah-Nationalpark
Der Goolawah-Nationalpark ist ein Nationalpark im Nordosten des australischen Bundesstaates New South Wales, etwa 27 Kilometer nördlich von Port Macquarie.
Der Park schließt bei Crescent Head südlich an den Hat-Head-Nationalpark an und schützt die dortige Küstenlandschaft. Im südlichen Bereich befindet sich die Goolawah Lagoon, ein von Meer vollständig getrenntes Feuchtgebiet. Im Norden und Süden des Küstenstreifens umfasst der Nationalpark auch kleinere Gebiete des Hinterlandes, in dem sich Heideflächen finden.